# Segunda División (Spagna)
La Segunda División (spagnolo per "seconda divisione"), ufficialmente Campeonato Nacional de Segunda División e nota anche come LaLiga Hypermotion per motivi di sponsorizzazione, è la seconda divisione del campionato spagnolo di calcio. È gestita dalla Liga de Fútbol Profesional (LFP).
Per ragioni di sponsorizzazione dal 2008 al 2016 ha preso il nome commerciale di Liga Adelante, dal 2016 al 2019 ha utilizzato il marchio LaLiga 1|2|3 e dal 2019 fino al 2023 ha utilizzato il marchio LaLiga SmartBank, Dal 2023 il logo della Segunda División, così come quello della Primera División è stato riammodernato con un'operazione di rebranding, venendo stilizzato diversamente rispetto al passato e prendendo il nome di LaLiga Hypermotion.

## Formula
La formula del torneo è molto simile a quella del campionato di Primera División e di ogni altro campionato in tutto il mondo, ovvero ogni squadra gioca contro le altre squadre per due volte in match di andata e ritorno, per un totale di 42 partite.
Alla fine del campionato le prime due squadre in classifica vengono promosse in Primera direttamente, mentre dalla stagione 2010-2011 si disputano i play-off tra la 3ª, la 4ª, la 5ª e la 6ª classificata per assegnare la terza promozione. Le ultime quattro retrocedono in Primera RFEF.
La formula per la promozione è mutata negli anni Duemila. In precedenza venivano promosse direttamente soltanto due squadre, mentre la terza e la quarta in classifica si contendevano il salto nella massima categoria in una partita ad eliminazione diretta da disputarsi rispettivamente contro l'ultima e la penultima del campionato di Primera División.

### Numero di club
| - 1929–1934: 10 club - 1934–1936: 24 club a gruppi - 1939–1940: 40 club a gruppi - 1940–1943: 24 club a gruppi - 1943–1949: 14 club - 1949–1956: 32 club a gruppi - 1956–1957: 40 club a gruppi - 1957–1958: 36 club a gruppi - 1958–1968: 32 club a gruppi - 1968–1997: 20 club - 1997–oggi: 22 club |

## Le squadre
Sono 169 i club ad aver preso parte alle 92 stagioni della Segunda División dal 1928-1929 al 2025-2026 (in grassetto le partecipanti all'edizione 2025-2026):
- 53 volte:  Real Murcia,  Sporting Gijón
- 46 volte:  Tenerife
- 44 volte:  Castellón,  Levante,  Sabadell
- 43 volte:  Deportivo La Coruña,  Hércules
- 42 volte:  Cadice,  Real Oviedo
- 41 volte:  Elche,  Malaga
- 40 volte:  Racing Santander
- 38 volte:  Alavés,  Real Valladolid,  Recreativo Huelva
- 37 volte:  Racing Ferrol
- 36 volte:  Granada,  Maiorca,  Rayo Vallecano
- 34 volte:  Salamanca UDS
- 33 volte:  Córdoba,  Las Palmas,  Osasuna,  Real M. Castilla
- 32 volte:  Celta Vigo,  Eibar
- 30 volte:  Barakaldo
- 29 volte:  Real Saragozza
- 28 volte:  Betis
- 27 volte:  Albacete
- 25 volte:  Xerez
- 24 volte:  Girona,  UE Lleida
- 23 volte:  Barcellona B
- 22 volte:  Gimnàstic
- 21 volte:  Valencia Mestalla
- 20 volte:  Badajoz,  Bilbao Athletic,  Numancia
- 19 volte:  CD Logroñés
- 18 volte:  Almería,  Leganés
- 17 volte:  Cartagena FC,  Sestao River
- 16 volte:  Leonesa,  Real Jaén,  Real Sociedad
- 15 volte:  Terrassa
- 14 volte:  Alcorcón,  Badalona,  Huesca
- 13 volte:  Extremadura,  Indautxu,  Getafe,  Ourense,  Real Avilés,  Siviglia
- 12 volte:  Alcoyano,  Lugo,  Mirandés
- 11 volte:  Atlético Madrid B,  Constància,  CD Puertollano,  Sant Andreu
- 10 volte:  Ponferradina,  Real Unión
- 9 volte:  Algeciras,  Ceuta,  Pontevedra,  Torrelavega
- 8 volte:  Ceuta Sport,  Langreo,  Melilla,  Villarreal
- 7 volte:  Baskonia,  Caudal,  Compostela,  Poli Ejido,  Eldense,  Figueres,  Mérida,  Toledo
- 6 volte:  Arenas Getxo,  Atlético Madrid,  Burgos,  CE Europa,  FC Cartagena,  Espanyol,  Linense,  Palamós
- 5 volte:  Alicante,  Langreo,  CD Linares,  Ontinyent,  Siviglia Atlético,  Villarreal B
- 4 volte:  Atlético Baleares,  Ciudad de Murcia,  Marbella FC,  Palencia,  Real Burgos,  Real Sociedad B,  Valencia
- 3 volte:  FC Andorra,  Ferroviária,  Fuenlabrada,  L'Hospitalet,  Lucense,  Orensana,  Reus,  Espana Tangeri
- 2 volte:  CD Abaran,  CA Almeria,  Amorebieta,  Nacional Madrid,  Júpiter,  Écija,  Elche Ilicitano,  Erandio,  Extremadura UD,  Guadalajara,  Iberia,  Ibiza,

 Costa Brava,  Lorca Deportiva CF,  Orihuela Deportiva CF
- 1 volta:  Arosa,  Atlético Tetuán,  Burjassot,  Cacereño,  Ensidesa,  Moscardó,  Mollerussa,  Deportivo Aragón,  Granollers,  EHA de Tánger,  Granada 74,  Imperial Murcia,  Imperio Mérida,  Jerez Industrial,  UD Logroñés,  Lorca,  Lorca Deportiva (1969),  Maiorca B,  Puente Genil,  Racing Madrid,  Rayo Majadahonda,  RD Oriamendi,  Real Saragozza B,  Escoriaza,  UCAM Murcia,  Alzira,  Vecindario,  Unión SC,  Universidad LPGC,  Villarrobledo

## Albo d'oro

### Girone unico (1928-1949)
In corsivo le seconde classificate che non sono poi state promosse.
| Stagione | Campione                                                      | Secondo posto                                                 | Altre promozioni                                              |
| -------- | ------------------------------------------------------------- | ------------------------------------------------------------- | ------------------------------------------------------------- |
| 1928-29  | Siviglia                                                      | Iberia SC                                                     |                                                               |
| 1929-30  | Alavés                                                        | Sporting Gijón                                                |                                                               |
| 1930-31  | Valencia                                                      | Siviglia                                                      |                                                               |
| 1931-32  | Betis                                                         | Real Oviedo                                                   |                                                               |
| 1932-33  | Real Oviedo                                                   | Atlético Madrid                                               |                                                               |
| 1933-34  | Siviglia                                                      | Atlético Madrid                                               |                                                               |
| 1934-35  | Hércules                                                      | Osasuna                                                       |                                                               |
| 1935-36  | Celta Vigo                                                    | Real Saragozza                                                |                                                               |
| 1936-39  | Campionato non disputato a causa della guerra civile spagnola | Campionato non disputato a causa della guerra civile spagnola | Campionato non disputato a causa della guerra civile spagnola |
| 1939-40  | Real Murcia                                                   | Deportivo La Coruña                                           |                                                               |
| 1940-41  | Granada                                                       | Real Sociedad                                                 | Deportivo La Coruña Castellón                                 |
| 1941-42  | Betis                                                         | Real Saragozza                                                |                                                               |
| 1942-43  | Sabadell                                                      | Real Sociedad                                                 |                                                               |
| 1943-44  | Sporting Gijón                                                | Real Murcia                                                   |                                                               |
| 1944-45  | Alcoyano                                                      | Hércules                                                      | Celta Vigo                                                    |
| 1945-46  | Sabadell                                                      | Deportivo La Coruña                                           |                                                               |
| 1946-47  | Alcoyano                                                      | Gimnàstic                                                     | Real Sociedad                                                 |
| 1947-48  | Real Valladolid                                               | Deportivo La Coruña                                           |                                                               |
| 1948-49  | Real Sociedad                                                 | Malaga                                                        |                                                               |

### Doppio girone (1949-1968)
| Stagione | Vincitore girone nord | Vincitore girone sud | Altre promozioni          | Pichichi                                                       |
| -------- | --------------------- | -------------------- | ------------------------- | -------------------------------------------------------------- |
| 1949-50  | Racing Santander      | Alcoyano             | UE Lleida Real Murcia     |                                                                |
| 1950-51  | Sporting Gijón        | Moghreb Tétouan      | Real Saragozza Las Palmas |                                                                |
| 1951-52  | Real Oviedo           | Malaga               |                           |                                                                |
| 1952-53  | Osasuna               | Real Jaén            |                           | Arregui (Real Jaén)                                            |
| 1953-54  | Alavés                | Las Palmas           | Hércules Malaga           | Chas (C. Leonesa)                                              |
| 1954-55  | Leonesa               | Real Murcia          |                           | Cháves (Zaragoza) Castaño (España de Tánger) Gallardo (Murcia) |
| 1955-56  | Osasuna               | Real Jaén            | Real Saragozza Condal     | Rafa Delgado (Granada)                                         |
| 1956-57  | Sporting Gijón        | Granada              |                           | Ricardo (Sporting de Gijón)                                    |
| 1957-58  | Real Oviedo           | Betis                |                           | Nené (San Fernando)                                            |
| 1958-59  | Elche                 | Real Valladolid      |                           | Morollón (Valladolid)                                          |
| 1959-60  | Racing Santander      | Maiorca              |                           | Paredes (Levante)                                              |
| 1960-61  | Osasuna               | Tenerife             |                           | José Fidalgo (Deportivo)                                       |
| 1961-62  | Deportivo La Coruña   | Córdoba              | Real Valladolid Malaga    | Amancio (Deportivo)                                            |
| 1962-63  | Pontevedra            | Real Murcia          | Levante Espanyol          | Olano (Real Sociedad)                                          |
| 1963-64  | Deportivo La Coruña   | Las Palmas           |                           | Abel Fernández (Racing)                                        |
| 1964-65  | Pontevedra            | Maiorca              | Sabadell Malaga           | Lizarralde (Indautxu)                                          |
| 1965-66  | Deportivo La Coruña   | Hércules             | Granada                   | Abel Fernández (Celta)                                         |
| 1966-67  | Real Sociedad         | Malaga               | Betis                     | Solabarrieta (Sporting de Gijón)                               |
| 1967-68  | Deportivo La Coruña   | Granada              |                           | Abel Fernández (Celta) Rivera (Celta)                          |

### Girone unico (dal 1968)
| Stagione | Vincitore girone nord | Vincitore girone sud | Altre promozioni                 | Pichichi                                          | Zamora                                                |
| -------- | --------------------- | -------------------- | -------------------------------- | ------------------------------------------------- | ----------------------------------------------------- |
| 1968-69  | Siviglia              | Celta Vigo           | Maiorca                          | Quino (Betis)                                     |                                                       |
| 1969-70  | Sporting Gijón        | Malaga               | Espanyol                         | Quini (Sporting de Gijón)                         |                                                       |
| 1970-71  | Betis                 | Burgos               | Deportivo La Coruña Córdoba      | Cuesta (Córdoba) Santillana (Racing)              |                                                       |
| 1971-72  | Real Oviedo           | Castellón            | Real Saragozza                   | Galán (Oviedo)                                    |                                                       |
| 1972-73  | Real Murcia           | Elche                | Racing Santander                 | Illán (Rayo Vallecano)                            |                                                       |
| 1973-74  | Betis                 | Hércules             | Salamanca UDS                    | Baena (Cádiz)                                     |                                                       |
| 1974-75  | Real Oviedo           | Racing Santander     | Siviglia                         | Cioffi (Castellón)                                |                                                       |
| 1975-76  | Burgos                | Celta Vigo           | Malaga                           | Burguete (Córdoba) Illán (Tenerife)               |                                                       |
| 1976-77  | Sporting Gijón        | Cadice               | Rayo Vallecano                   | Quini (Sporting)                                  |                                                       |
| 1977-78  | Real Saragozza        | Recreativo Huelva    | Celta Vigo                       | Castro (Deportivo)                                |                                                       |
| 1978-79  | Almería               | Malaga               | Betis                            | Iriguibil (Osasuna)                               |                                                       |
| 1979-80  | Real Murcia           | Real Valladolid      | Osasuna                          | Iriguibil (Osasuna)                               |                                                       |
| 1980-81  | Castellón             | Cadice               | Racing Santander                 | Magdaleno (Burgos)                                |                                                       |
| 1981-82  | Celta Vigo            | Salamanca UDS        | Malaga                           | Lucas (Celta)                                     |                                                       |
| 1982-83  | Real Murcia           | Cadice               | Maiorca                          | Jose Luis (Deportivo)                             |                                                       |
| 1983-84  | Real M. Castilla      | Bilbao Athletic      | Hércules Racing Santander Elche  | Julio Salinas (Athletic B)                        |                                                       |
| 1984-85  | Las Palmas            | Cadice               | Celta Vigo                       | Mejias II (Cádiz)                                 |                                                       |
| 1985-86  | Real Murcia           | Sabadell             | Maiorca                          | Alcañiz (Castellón)                               | Joaquín Ferrer (Real Murcia)                          |
| 1986-87  | Valencia              | CD Logroñés          | Celta Vigo                       | Baltazar (Celta)                                  | Echevarria (Sestao)                                   |
| 1987-88  | Malaga                | Elche                | Real Oviedo                      | Carlos (Oviedo)                                   | Ferrer (Figueras)                                     |
| 1988-89  | Castellón             | Rayo Vallecano       | Maiorca Tenerife                 | Quique (Racing)                                   | Ezaki (Mallorca)                                      |
| 1989-90  | Burgos                | Betis                | Espanyol                         | Mel (Betis)                                       | Bastón (Burgos)                                       |
| 1990-91  | Albacete              | Deportivo La Coruña  |                                  | Comas (Murcia)                                    | Liaño (Sestao)                                        |
| 1991-92  | Celta Vigo            | Rayo Vallecano       |                                  | Gudelj (Celta)                                    | Garmendia (Eibar)                                     |
| 1992-93  | UE Lleida             | Real Valladolid      | Racing Santander                 | Aquino (Mérida)                                   | Ravnić (Lleida)                                       |
| 1993-94  | Espanyol              | Betis                | Compostela                       | Aquino (Betis)                                    | Toni (Español)                                        |
| 1994-95  | Mérida                | Rayo Vallecano       | Salamanca UDS                    | Puche II (Palamós)                                | Leal (Mérida)                                         |
| 1995-96  | Hércules              | CD Logroñés          | Extremadura                      | Manel (Logroñés)                                  | Garmendia (Eibar)                                     |
| 1996-97  | Mérida                | Salamanca UDS        | Maiorca                          | Pauleta (Salamanca) Yordi (Atlético de Madrid B)  | Emilio (Badajoz)                                      |
| 1997-98  | Alavés                | Extremadura          | Villarreal                       | Gluščević (Extremadura)                           | Leal (Alavés)                                         |
| 1998-99  | Malaga                | Atlético Madrid B    | Numancia Siviglia Rayo Vallecano | Catanha (Málaga) Sequeiros (Atlético de Madrid B) | Cicović (Las Palmas)                                  |
| 1999-00  | Las Palmas            | Osasuna              | Villarreal                       | Salillas (Levante)                                | Nuno (Mérida)                                         |
| 2000-01  | Siviglia              | Betis                | Tenerife                         | Salva (Atlético de Madrid)                        | César (Recreativo)                                    |
| 2001-02  | Atlético Madrid       | Racing Santander     | Recreativo Huelva                | Diego Alonso (Atlético de Madrid)                 | Almunia (Eibar)                                       |
| 2002-03  | Real Murcia           | Real Saragozza       | Albacete                         | Jesús Perera (Albacete)                           | Andreas Reinke (Murcia)                               |
| 2003-04  | Levante               | Numancia             | Getafe                           | Rubén Castro (Las Palmas)                         | Toño (Recreativo)                                     |
| 2004-05  | Cadice                | Celta Vigo           | Alavés                           | Mario Bermejo (Racing de Ferrol)                  | Armando (Cádiz)                                       |
| 2005-06  | Recreativo Huelva     | Gimnàstic            | Levante                          | Uche (Recreativo)                                 | Roberto (Sporting Gijón)                              |
| 2006-07  | Real Valladolid       | Almería              | Real Murcia                      | Marcos Márquez (Las Palmas)                       | Alberto (Valladolid)                                  |
| 2007-08  | Numancia              | Malaga               | Sporting Gijón                   | Yordi (Xerez)                                     | Carlos Sánchez (Castellón)                            |
| 2008-09  | Xerez                 | Real Saragozza       | Tenerife                         | Nino (Tenerife)                                   | Cobeño (Rayo Vallecano) Claudio Bravo (Real Sociedad) |
| 2009-10  | Real Sociedad         | Hércules             | Levante                          | Jorge Molina (Elche)                              | Vicente Guaita (Recreativo Huelva)                    |
| 2010-11  | Betis                 | Rayo Vallecano       | Granada                          | Jonathan Soriano (Barcellona B)                   | Andrés Fernández Moreno (Huesca)                      |
| 2011-12  | Deportivo La Coruña   | Celta Vigo           | Real Valladolid                  | Leonardo Ulloa (Almería)                          | Jaime Jiménez (Valladolid)                            |
| 2012-13  | Elche                 | Villarreal           | Almería                          | Charles Dias de Oliveira (Almería)                | Manu Herrera (Elche)                                  |
| 2013-14  | Eibar                 | Deportivo La Coruña  | Córdoba                          | Borja Viguera (Alaves)                            | Xabi Irureta (Eibar)                                  |
| 2014-15  | Betis                 | Sporting Gijón       | Las Palmas                       | Rubén Castro (Betis Siviglia)                     | Iván Cuéllar (Sporting Gijón)                         |
| 2015-16  | Alavés                | Leganés              | Osasuna                          | Sergio León (Elche)                               | Isaac Becerra (Girona)                                |
| 2016-17  | Levante               | Girona               | Getafe                           | Roger Martí (Levante)                             | Raúl Fernández (Levante)                              |
| 2017-18  | Rayo Vallecano        | Huesca               | Real Valladolid                  | Jaime Mata (Real Valladolid)                      | Alberto Cifuentes (Cadice)                            |
| 2018-19  | Osasuna               | Granada              | Maiorca                          | Álvaro (Almería)                                  | Rui Silva (Granada)                                   |
| 2019-20  | Huesca                | Cadice               | Elche                            | Stuani (Girona)                                   | Munir Mohand Mohamedi (Malaga)                        |
| 2020-21  | Espanyol              | Maiorca              | Rayo Vallecano                   | de Tomás (Espanyol)                               | Diego López (Espanyol)                                |
| 2021-22  | Almería               | Real Valladolid      | Girona                           | Stuani (Girona) Borja Bastón (Real Oviedo)        | Fernando Martínez (Almería)                           |
| 2022-23  | Granada               | Las Palmas           | Alavés                           | Uzuni (Granada)                                   | Raúl Fernández (Granada)                              |
| 2023-24  | Leganés               | Real Valladolid      | Espanyol                         | Braithwaite (Espanyol)                            | Jordi Masip (Real Valladolid)                         |
| 2024-25  | Levante               | Elche                | Real Oviedo                      | Luis Suárez (Almería)                             | Matías Dituro (Elche)                                 |

## Vittorie per squadra
| Squadra             | Vittorie | Stagione                                                                               |
| ------------------- | -------- | -------------------------------------------------------------------------------------- |
| Real Murcia         | 8        | 1939-1940, 1954-1955, 1962-1963, 1972-1973, 1979-1980, 1982-1983, 1985-1986, 2002-2003 |
| Betis               | 7        | 1931-1932, 1941-1942, 1957-1958, 1970-1971, 1973-1974, 2010-2011, 2014-2015            |
| Real Oviedo         | 5        | 1932-1933, 1951-1952, 1957-1958, 1971-1972, 1974-1975                                  |
| Sporting Gijón      | 5        | 1943-1944, 1950-1951, 1956-1957, 1969-1970, 1976-1977                                  |
| Deportivo La Coruña | 5        | 1961-1962, 1963-1964, 1965-1966, 1967-1968, 2011-2012                                  |
| Granada             | 4        | 1940-1941, 1956-1957, 1967-1968, 2022-2023                                             |
| Siviglia            | 4        | 1928-1929, 1933-1934, 1968-1969, 2000-2001                                             |
| Alavés              | 4        | 1929-1930, 1953-1954, 1997-1998, 2015-2016                                             |
| Celta Vigo          | 4        | 1935-1936, 1981-1982, 1991-1992                                                        |
| Malaga*             | 4        | 1951-1952, 1966-1967, 1987-1988, 1998-1999                                             |
| Osasuna             | 4        | 1952-1953, 1955-1956, 1960-1961, 2018-2019                                             |
| Las Palmas          | 4        | 1953-1954, 1963-1964, 1984-1985, 1999-2000                                             |
| Hércules            | 3        | 1934-1935, 1965-1966, 1995-1996                                                        |
| Alcoyano            | 3        | 1944-1945, 1946-1947, 1949-1950                                                        |
| Levante             | 3        | 2003-2004, 2016-2017, 2024-2025                                                        |
| Real Valladolid     | 3        | 1947-1948, 1958-1959, 2006-2007                                                        |
| Real Sociedad       | 3        | 1948-1949, 1966-1967, 2009-2010                                                        |
| Valencia            | 2        | 1930-1931, 1986-1987                                                                   |
| Sabadell            | 2        | 1942-1943, 1945-1946                                                                   |
| Racing Santander    | 2        | 1949-1950, 1959-1960                                                                   |
| Real Jaén           | 2        | 1952-1953, 1955-1956                                                                   |
| Elche               | 2        | 1958-1959, 2012-2013                                                                   |
| Maiorca             | 2        | 1959-1960, 1964-1965                                                                   |
| Pontevedra          | 2        | 1962-1963, 1964-1965                                                                   |
| Castellón           | 2        | 1980-1981, 1988-1989                                                                   |
| Espanyol            | 2        | 1993-1994, 2020-2021                                                                   |
| Mérida              | 2        | 1994-1995, 1996-1997                                                                   |
| Almería             | 2        | 1978–1979, 2021-2022                                                                   |
| Atlético Tetuán     | 1        | 1950–1951                                                                              |
| Leonesa             | 1        | 1954–1955                                                                              |
| Tenerife            | 1        | 1960-1961                                                                              |
| Córdoba             | 1        | 1961-1962                                                                              |
| Burgos              | 1        | 1975-1976                                                                              |
| Saragozza           | 1        | 1977-1978                                                                              |
| Real M. Castilla    | 1        | 1983-1984                                                                              |
| Real Burgos         | 1        | 1989–1990                                                                              |
| Albacete            | 1        | 1990-1991                                                                              |
| UE Lleida           | 1        | 1992-1993                                                                              |
| Atlético Madrid     | 1        | 2001-2002                                                                              |
| Cadice              | 1        | 2004-2005                                                                              |
| Recreativo Huelva   | 1        | 2005-2006                                                                              |
| Numancia            | 1        | 2007-2008                                                                              |
| Xerez               | 1        | 2008-2009                                                                              |
| Eibar               | 1        | 2013-2014                                                                              |
| Rayo Vallecano      | 1        | 2017-2018                                                                              |
| Huesca              | 1        | 2019-2020                                                                              |

Corsivo: titoli condivisi

*Campionati vinti da Málaga CF e CD Málaga

## Loghi

Vecchio logo